# Halvor Næs
Halvor Næs (Trysil, 19 aprile 1928 – Trysil, 13 ottobre 2022) è stato un saltatore con gli sci norvegese.

## Biografia
Rappresentò la Norvegia ai Giochi olimpici invernali di Oslo 1952, dove si classificò 4º a pari merito col tedesco Toni Brutscher. Saltò 63,5 e 64,5 metri sul trampolino normale ed ottenne 216,5 punti.
Arrivò secondo al primo torneo dei quattro trampolini del 1953; quell'anno inse la tappa di Bischofshofen con 228,0 punti.
Tornò a disputare le Olimpiadi a Squaw Valley 1960, in cui si piazzò 11º.
È stato campione nazionale nel trampolino normale 1957 e medaglia di bronzo nel 1960 e nel 1961.
Nel 1964 fu insignito della medaglia Holmenkollen, il più importante riconoscimento norvegese per i risultati annuali di sci. Assieme a lui ottennero il riconoscimento anche i finlandesi Veikko Kankkonen ed Eero Mäntyranta ed il tedesco Georg Thoma.
Anche suo figlio Bjarne Næs, nato nel 1955, divenne saltatore con gli sci.

## Onorificenze
- Medaglia Holmenkollen (1964)